# Bundesfestival junger Film
Das Bundesfestival junger Film ist ein Kurzfilmfestival für junge Filmschaffende aus dem deutschsprachigen Raum. Es findet seit 2018 in St. Ingbert statt.

## Besonderheiten
Mit einem Preisvolumen von 20.000 Euro, das an Kurzfilme mit einer Länge bis zu 29 Minuten vergeben wird, und über 50 Filmen im Wettbewerb ist es eines der größten deutschsprachigen Kurzfilmfestivals im Nachwuchsbereich.
Besonderheiten des Festivals sind unter anderem der Filmreif – Musikvideopreis, der Filmreif – Stoffentwicklungspreis für Drehbuchkonzepte, der Filmreif – Nachhaltigkeitspreis, mit dem ökologisch und sozial verantwortungsbewusste Dreharbeiten oder Inhalte ausgezeichnet werden, sowie der 2022 ins Leben gerufene Filmreif – Serienpreis.
Zum Zeitpunkt der Einreichung darf entweder der Regisseur, Drehbuchautor oder der Produzent nicht älter als 29 Jahre sein, da das Festival auf Nachwuchsförderung setzt.
Die Ausrichtung des Festivals erfolgt überwiegend mit finanziellen Mitteln aus dem Kulturetat der Stadt St. Ingbert. Veranstalter ist der junger Film e. V. Künstlerischer Leiter ist Jörn Michaely, organisatorischer Leiter ist Fabian Roschy. Beide sind auch Gründer der Veranstaltung.

## Geschichte

### 2018
Im ersten Festivaljahr besuchten 2.200 Besucher die Veranstaltung, die vom 7. bis 10. Juni 2018 an verschiedenen Orten in St. Ingbert stattfand. Schirmherr des Festivals waren Landrat Theophil Gallo, Kulturminister Ulrich Commerçon und Hans Wagner, der Oberbürgermeister von St. Ingbert. Im ersten Jahr nahmen 72 Kurzfilme an dem Wettbewerb teil. Die Preisverleihung fand am 10. Juni 2018 in der Stadthalle St. Ingbert statt. Die Jury für den Stoffentwicklungspreis bestand aus Redakteurin Stefanie Groß, der Regisseurin und Filmdozentin Sung-Hyung Cho sowie der damaligen Direktorin des Kuratoriums junger deutscher Film Anna Schöppe. Die Wettbewerbsjury bestand aus Marcus Siebler, Präsident des Bundesverbandes deutscher Film-Autoren, Regisseurin Almut Getto, Journalistin Marisa Winter sowie Schauspieler Marc Rissmann. Hans Wagner stiftete zwei Förderpreise.
Ursprünglich war angedacht, das Festival nur alle zwei Jahre zu veranstalten, doch nach der positiv abgelaufenen ersten Ausgabe entschied der St. Ingberter Stadtrat, das Festival mit einigen Neuerungen bereits 2019 wieder zu veranstalten.

### 2019
Die zweite Ausgabe des Festivals fand unter dem Motto „Kürzer als man denkt“ vom 30. Mai bis 2. Juni 2019 dezentral über St. Ingbert verteilt an verschiedenen Abspielstätten statt, darunter ein Open-Air Kino auf dem Marktplatz. Die Besucherzahlen stiegen auf 6.079 Gäste. In den Jurys saßen der Regisseur Andreas Dresen, Schauspieler Moritz Jahn, die Leiterin des ZDF Kleinen Fernsehspiels Claudia Tronnier, Schauspielerin Lucie Hollmann, Regisseurin Sung-Hyung Cho, Moderatorin Nina Eichinger und die Leiterin des Filmfestivals Max-Ophüls Preis Svenja Böttger.

### 2020
Die dritte Ausgabe des Festivals wurde von der Stadt St. Ingbert mit 150.000 Euro und weiteren 100.000 Euro aus Mitteln des Bundes unterstützt. Sie fand aufgrund der anhaltenden Ausbreitung des COVID-19-Virus als Online- und TV Festival vom 30. Juli bis 2. August 2020 statt. In der Wettbewerbsjury saßen: Regisseur Philipp Eichholtz, Schauspielerin Janina Fautz, Regisseur und Schauspieler Max Hegewald sowie Schauspieler Christian Friedel. Der Stoffentwicklungsjury wohnten Regisseurin Sung-Hyung Cho, Redakteur Jan Berning, Geschäftsführer der nordmedia Thomas Schäffer und Leiterin des Kuratoriums junger deutscher Film Julie Kania bei. In der Musikvideojury saßen Moderatorin Celina Fries, Schauspieler Marc Rissmann und Regisseur Daniel Seideneder. Neu im Jahr 2020 war die Nachwuchsjury, die ebenfalls einen Preis verlieh.

### 2021
Im Jahr darauf konnte das Festival vom 5. bis 8. August 2021 dank strenger Hygienevorschriften wieder in Präsenz ausgetragen werden. Die Wettbewerbsjury des Festivals setzte sich zusammen aus Regisseur Axel Ranisch, Schauspielerin Janina Fautz sowie dem Geschäftsführer der nordmedia Thomas Schäffer. In der Stoffentwicklungsjury mussten sich Regisseurin Sung-Hyung Cho, Redakteur Christian Bauer und die Direktorin des Kuratoriums junger deutscher Film Julie Kania einig werden. Die Musikvideojury war mit Schauspielerin und Sängerin Anne Rieckhof, Journalistin Celina Fries und dem Musiker-Duo Tiavo besetzt. Als Neuerung für diese Ausgabe wurde der Newcomer-Wettbewerb ins Leben gerufen. Dort werden Filme von jungen Talenten bis einschließlich 21 Jahre gezeigt und ausgezeichnet.

### 2022
Unter dem Motto „Growing up“ wurde vom 2. bis 5. Juni 2022 das fünfjährige Jubiläum des Bundesfestivals junger Film gefeiert. Erstmals fand das Open-Air-Kino an allen drei Festivalabenden statt und begann bereits am Donnerstag mit der Eröffnungsveranstaltung, die ebenfalls ins Freie auf den St. Ingberter Marktplatz verlegt wurde. Eine weitere Neuerung war der Serienwettbewerb junge Piloten, bei dem das Team eines herausragenden Serienpiloten ausgezeichnet wird. Für die Wettbewerbsjury konnten Regisseur Jakob Lass, Schauspielerin Lucie Hollmann und Thomas Schäffer, Geschäftsführer der nordmedia, gewonnen werden. Bei der Preisverleihung befand sich unter den Ehrengästen die wenig zuvor ins Amt gewählte Ministerpräsidentin des Saarlandes Anke Rehlinger.

## Preisträger

### Preisträger 2023
| Preis                                                                  | Filmtitel              | Regie                       |
| ---------------------------------------------------------------------- | ---------------------- | --------------------------- |
| Filmreif – Preis für den besten Film                                   | Stille Wasser          | Kevin Koch                  |
| Filmreif – Publikumspreis                                              | Sweet Freedom          | Dominic Wittrin             |
| Filmreif – Preis für einen besonderen gesellschaftlich relevanten Film | Granica                | Joshua Neubert              |
| Filmreif – Preis für eine besondere Regieleistung                      | Sonntag auf dem Mond   | Philip Müller               |
| Filmreif – Drehbuchpreis                                               | Die Farbe der Bäume    | Linda Kokkores              |
| Filmreif – Preis für eine besondere schauspielerische Leistung         | Granica                | Barbara Wysocka             |
| Filmreif – Nachhaltigkeitspreis                                        | Die Farbe der Bäume    | Marina Dumont-Anastassiadou |
| Filmreif – Innovationspreis                                            | Territory              | Julian Quentin              |
| Filmreif – Preis der Nachwuchsjury                                     | Territory              | Julian Quentin              |
| Filmreif – Serienpreis                                                 | Black Savior           | Johannes Krug               |
| Filmreif – Musikvideopreis                                             | Maschinenbauergemetzel | Julian Paul, Paul Sies      |
| Filmreif – Stoffentwicklungspreis                                      | Ein kleiner Moment     | Daniela Magnani Hüller      |
| Filmreif – Newcomerpreis                                               | Die Mehrweg Affäre     | Derik Rodrigues             |
| Filmreif – Preis für den schrägsten aller Filme                        | Gusch                  | Leon Stanislawski           |

### Preisträger 2022
| Preis                                                                  | Filmtitel                                       | Regie                         |
| ---------------------------------------------------------------------- | ----------------------------------------------- | ----------------------------- |
| Filmreif – Preis für den besten Film                                   | Störenfrieda                                    | Alina Yklymova                |
| Filmreif – Publikumspreis                                              | Weil ich Leo bin                                | Tajo Hurrle                   |
| Filmreif – Preis für einen besonderen gesellschaftlich relevanten Film | Weil ich Leo bin                                | Tajo Hurrle                   |
| Filmreif – Preis für eine besondere Regieleistung                      | Valentin Stejskal mit dem Film 5pm Seaside      | Valentin Stejskal             |
| Filmreif – Preis für eine besondere schauspielerische Leistung         | Sky Arndt mit dem Film Weil ich Leo bin         | Tajo Hurrle                   |
| Filmreif – Nachhaltigkeitspreis                                        | Heimspiel                                       | Julia Groteclaes              |
| Filmreif – Innovationspreis                                            | Tschüss, war schön!                             | Simon Schares                 |
| Filmreif – Preis der Nachwuchsjury                                     | Tschüss, war schön!                             | Simon Schares                 |
| Filmreif – Serienpreis                                                 | Lehrgut                                         | Valentino Rentz, Theo Dassler |
| Filmreif – Musikvideopreis                                             | je te vois                                      | Magalie Herter-Courbon        |
| Filmreif – Stoffentwicklungspreis                                      | Meine Oma aus dem All                           | Magdalena Jacob               |
| Filmreif – Preis für den schrägsten aller Filme                        | Lasse, oder wie man endlich ein Piktogramm wird | Jens Kevin Georg              |
| Filmreif – 1. Newcomerpreis                                            | Allein                                          | Jona Schloßer                 |
| Filmreif – 2. Newcomerpreis                                            | Drama.                                          | Julian Schmiederer            |
| Filmreif – 3. Newcomerpreis                                            | Bauchgefühl                                     | Lilli Hildebrandt             |

### Preisträger 2021
| Preis                                                                  | Filmtitel                                                                                 | Regie                                                                                             |
| ---------------------------------------------------------------------- | ----------------------------------------------------------------------------------------- | ------------------------------------------------------------------------------------------------- |
| Filmreif – Preise für den besten Film                                  | Liebe, Pflicht & Hoffnung Matadoras                                                       | Maximilian Conway Sophia Mocorrea                                                                 |
| Filmreif – Publikumspreis                                              | Ein Ozean                                                                                 | Paul Scheufler                                                                                    |
| Filmreif – Preis für einen besonderen gesellschaftlich relevanten Film | GRRRL                                                                                     | Natascha Zink                                                                                     |
| Filmreif – Preis für eine besondere Regieleistung                      | Regisseurin Marleen Valien und Autor Mathis van den Berg mit dem Film Ein kleiner Schnitt | Marleen Valien                                                                                    |
| Filmreif – Preis für eine besondere schauspielerische Leistung         | Barbara Colceriu mit dem Film Liebe, Pflicht & Hoffnung                                   | Maximilian Conway                                                                                 |
| Filmreif – Nachhaltigkeitspreis                                        | Undenkbar                                                                                 | Katharina Schacke                                                                                 |
| Filmreif – Innovationspreis                                            | Salidas                                                                                   | Michael Fetter Nathansky                                                                          |
| Filmreif – Preis der Nachwuchsjury                                     | DeAD                                                                                      | Guram Geguchadze                                                                                  |
| Filmreif – Musikvideopreis                                             | Green                                                                                     | Dominik Galleya                                                                                   |
| Filmreif – Stoffentwicklungspreis                                      | Eine Krankheit wie ein Gedicht                                                            | Jelena Ilić                                                                                       |
| Filmreif – Trashfilmpreis                                              | Die Verwaltung des Internets                                                              | Simon Schares                                                                                     |
| Filmreif – 1. Newcomerpreis                                            | Verzeih mir, Vater                                                                        | Jona Schloßer                                                                                     |
| Filmreif – 2. Newcomerpreis                                            | The 2020 RiseUp                                                                           | Julian Schmiederer                                                                                |
| Filmreif – 3. Newcomerpreis                                            | Walking the dog                                                                           | Phalgooni Ray, Joao Weisshaupt, Jannes Widmaier, Timor Topcu, Annika Sommer, Felicitas Haberlandt |

### Preisträger 2020
| Preis                                                                  | Filmtitel                                     | Regie                          |
| ---------------------------------------------------------------------- | --------------------------------------------- | ------------------------------ |
| Filmreif – Preis für den besten Film                                   | Fischstäbchen                                 | Adriana Mrnjavac               |
| Filmreif – Publikumspreis                                              | Kaiser                                        | Jannis Alexander Kiefer        |
| Filmreif – Preis für einen besonderen gesellschaftlich relevanten Film | Masel Tov Cocktail                            | Arkadij Khaet, Mickey Paatzsch |
| Filmreif – Preis für eine besondere Regieleistung                      | Andreas Kessler mit dem Film Sinkende Schiffe | Andreas Kessler                |
| Filmreif – Preis für eine besondere schauspielerische Leistung         | Lilian Mazbouh mit dem Film 023_Greta_S       | Annika Birgel                  |
| Filmreif – Nachhaltigkeitspreis                                        | Rooftop Refugee                               | Alexandra Brodski              |
| SR – Innovationspreis                                                  | In den Binsen                                 | Clara Zoë My-Linh von Arnim    |
| Filmreif – Preis der Nachwuchsjury                                     | Masel Tov Cocktail                            | Arkadij Khaet, Mickey Paatzsch |
| Filmreif – Musikvideopreis                                             | Tremore                                       | Anh Tú Nguyen                  |
| Filmreif – 1. Stoffentwicklungspreis                                   | White Boxer                                   | Valentin Stejskal              |
| Filmreif – 2. Stoffentwicklungspreis                                   | Streuner                                      | Magdalena Jacob                |
| Filmreif – Trashfilmpreis                                              | Innerlich tot                                 | Ares Ceylan, Chris Schmier     |

### Preisträger 2019
| Preis                                                                   | Filmtitel                         | Regie                                                                                  |
| ----------------------------------------------------------------------- | --------------------------------- | -------------------------------------------------------------------------------------- |
| Bester Film                                                             | Am Cu Ce                          | Hannah Weissenborn                                                                     |
| Publikumspreis                                                          | La Bestia – Train of the Unknowns | Manuel Inacker                                                                         |
| Stoffentwicklungspreis                                                  | Noctem                            | Anna Matthey                                                                           |
| Musikvideopreis                                                         | Nach Hause – Portmonee            | Anastasija Kretzschmar                                                                 |
| Preis des Ministerpräsidenten                                           | Alles Easy                        | Luisa Ricar                                                                            |
| Preis für einen besonderen gesellschaftlich relevanten Film             | La Bestia – Train of the Unknowns | Manuel Inacker                                                                         |
| Preis für einen besonderen Film zum Thema Demokratie und Toleranz       | Biotop                            | Paul Scholten                                                                          |
| Preis für einen besonderen Film zum Thema Zukunft und Europa            | Summer Hit                        | Berthold Wahjudi                                                                       |
| Preis zum Thema Bildung für nachhaltige Entwicklung und globales Lernen | Watermorphosis                    | Sophie Henriksson, Chris Keller, Lorenz Reisel                                         |
| Intergenerationen-Filmpreis                                             | Domashnee Video                   | Andreas Boschmann                                                                      |
| Nachhaltigkeitspreise                                                   | Azenza Am Cu Ce                   | Ferdinand Stöckel, Daniel Grootz Hannah Weissenborn                                    |
| Besondere Regieleistung                                                 | Die letzten Kinder im Paradies    | Anna Roller                                                                            |
| Besonderes Drehbuch                                                     | Summer Hit                        | Berthold Wahjudi                                                                       |
| Besondere Produktionsleistung                                           | Proxima-b                         | Stefan Bürkner                                                                         |
| Besondere Bildgestaltung                                                | Keimzelle                         | Benjamin Junghans                                                                      |
| Besondere Ausstattung                                                   | Mascarpone                        | Jonas Riemer                                                                           |
| Besondere Postproduktion                                                | Azenza                            | Ferdinand Stöckel, Daniel Grootz                                                       |
| Schülerfilmwettbewerb                                                   | Trendsetter Agenda 2030 Armstrong | Hans Höpfner und sein Team Christian von Mannlich-Gymnasium Pfingstbergschule Mannheim |
| junger Film spielt Minigolf!-Preis                                      | Captain Gaza                      | Mario Möller                                                                           |
| Mondo Trashfilm-Sonderpreis                                             | Der Sukkubus                      | Jonas Bongard                                                                          |

### Preisträger 2018
| Preis                                                       | Preisträger                                                              | Filmtitel                   | Regie              |
| ----------------------------------------------------------- | ------------------------------------------------------------------------ | --------------------------- | ------------------ |
| Stoffentwicklungspreis                                      | Clara Jäschke                                                            | Golden Delicious            | n.n.               |
| Preis für einen besonderen gesellschaftlich relevanten Film | das ganze Team                                                           | ReConnect                   | Julian Richberg    |
| Besonderes Motion Design                                    | Mischel Klares                                                           | Wo sie ist                  | Linda Gasser       |
| Besonderes Maskenbild                                       | Aytug Topcu                                                              | Enough                      | Kristina Ratzka    |
| Besonderes Sounddesign                                      | Jannik Müller                                                            | Lichtblick                  | Fabian Fornalski   |
| Besonderer Schnitt                                          | Julian Cohn                                                              | Der Anruf                   | Anna-Lena Ponath   |
| Besondere Ausstattung                                       | Tobias Blickle, Philipp Link                                             | Crumble Fish                | Philipp Link       |
| Besondere Regiearbeit                                       | Daniel Popat                                                             | Hostel                      | Daniel Popat       |
| Besonderes Drehbuch                                         | Alexander Conrads                                                        | Sardinien                   | Alexander Conrads  |
| Besondere Leistung eines Nachwuchsteams                     | Max Schäffer                                                             | Mein Fenster                | Max Schäffer       |
| Besondere Bildgestaltung                                    | Katharina Hauke                                                          | Am Ende des Tages           | Svenja Heinrichs   |
| Besonderes Schauspiel                                       | Joël Simmler, Sebastian Meiring, Ann-Christin Zartenaer, Valentin Gronau | Mit Bobby an meiner Seite 3 | Steffen Schmidt    |
| Preis für einen besonderen nachhaltigen Film                | das ganze Team                                                           | Kleinheim                   | Michael Ciesielski |
| Produktionspreis                                            | Christian Zipfel                                                         | Katharsis                   | Alison Kuhn        |
| Publikumspreis                                              | das ganze Team                                                           | Follower                    | Jonathan Behr      |
| Bester Film                                                 | das ganze Team                                                           | Sommer im Garten            | Nora Mazurek       |

## Sonstiges
Ende des Jahres 2021 wurden das Corporate Design sowie das Logo des Bundesfestival junger Film mit dem Saarländischen Staatspreis für Design ausgezeichnet. Beides wurde entworfen von der Werbeagentur Jungen & Thönes.